# Rain (Straubing-Bogen járás)
Rain település Németországban, azon belül Bajorországban. Lakosainak száma 2989 fő (2023. december 31.). Rain Perkam, Atting, Aholfing és Mötzing községekkel határos.

## Népesség
A település népessége az elmúlt években az alábbi módon változott:
| Lakosok száma | 635  | 994  | 1430 | 1720 | 2722 | 2775 | 2805 | 2821 | 2940 | 2989 |
|               | 1875 | 1950 | 1975 | 1987 | 2012 | 2014 | 2016 | 2017 | 2021 | 2023 |